# Alain Marleix
Pour les articles homonymes, voir Marleix.
Alain Marleix, né le 2 janvier 1946 à Paris, est un homme politique français.
Député RPR, puis UMP de la 2e circonscription du Cantal, maire de Massiac, il devient secrétaire d'État chargé des Anciens combattants le 18 juin 2007. Il est ensuite nommé secrétaire d'État à l'Intérieur et aux Collectivités territoriales dans le gouvernement François Fillon II du 18 mars 2008 au 13 novembre 2010. Il est réélu député le 10 juin 2012 avant de céder sa place à son suppléant, Jean-Yves Bony, lors des élections législatives du 18 juin 2017.

## Biographie

### Études
Né à Paris dans une famille originaire du Cantal, il intègre, après le collège Sainte-Barbe à Paris, l'École des hautes études en sciences sociales (EHESS), et décroche les diplômes de l'École supérieure de journalisme de Lille (ESJ) et d'études supérieures (DES) de sciences politiques.

### Débuts politiques
Il devient alors journaliste parlementaire, chef du service politique du quotidien gaulliste La Nation (1968-1976), puis est au sein du RPR, délégué régional de l'Auvergne (1976-1985), délégué national, chargé des fédérations (1976-1984), secrétaire national, chargé des fédérations et de l'organisation (1985).
En 1984, il est élu parlementaire européen, réélu sur la liste d'union UDF-RPR (1989-1993).

### L’homme de réseau du RPR et de l’UMP
Il travaille dans l'ombre de Roger Romani, Bernard Pons et Charles Pasqua. Il devient conseiller de ce dernier en 1986, au ministère de l'Intérieur, coauteur notamment du redécoupage de la carte électorale. À ses côtés, Nicolas Sarkozy est conseiller à la prévention des risques.
Directeur adjoint de la campagne présidentielle de Jacques Chirac en 1988, il siège au comité central, au bureau politique et à la commission exécutive du RPR, et est successivement secrétaire national puis secrétaire général adjoint (1988), secrétaire national, chargé des affaires européennes (1991-1992).
Conseiller général élu dans le canton de Massiac en 1988 et vice-président du conseil général du Cantal, il est maire de Massiac de 1995 à 2008.
Homme d'influence, proche de Charles Pasqua, il le suit en soutenant Édouard Balladur dès 1993, puis en 1995 se rapproche de Nicolas Sarkozy, après la victoire de Jacques Chirac. Il fait profiter le maire de Neuilly de ses réseaux chez les élus, de sa connaissance exceptionnelle de la carte électorale et prend la vice-présidence, derrière Bernard Pons, de l'Association des amis de Jacques Chirac pour le transformer peu à peu en un organe sarkozyste.
Il est élu au premier tour, le 21 mars 1993, député RPR de la 2e circonscription du Cantal, obtenant le meilleur score des élections législatives. Il est réélu le 25 mai 1997, et siège comme juge titulaire à la Haute Cour de justice.
Réélu après la dissolution de l'Assemblée nationale en 1997 et le 16 juin 2002, avec pour suppléant Jean-Yves Bony, maire d'Ally, il cosigne en 2004, une proposition de loi tendant à rétablir la peine de mort pour les auteurs d'actes de terrorisme, mais vote en 2007 l'inscription dans la Constitution de l'interdiction de la peine de mort,.
À la demande de Jacques Chirac, il mène plusieurs missions officieuses, notamment en aidant l'implantation de candidats dans les circonscriptions ou en négociant le parrainage par des élus ruraux du RPR de la candidature de Bruno Mégret visant à affaiblir le score de Jean-Marie Le Pen à l'élection présidentielle de 2002,. Il fait partie du groupe UMP et de la commission des finances.
Lors de l'élection de Nicolas Sarkozy à la tête de l'UMP en 2004, Alain Marleix est chargé du secrétariat national aux élections, poste stratégique, qu'il a déjà occupé, qui lui permet de connaitre l'ensemble du personnel politique français et de préparer l'investiture des candidats aux législatives, municipales et cantonales, leur permettant d'arborer le soutien de l'UMP.

### Secrétaire d’État dans le gouvernement Fillon
Le 19 juin 2007, Alain Marleix est nommé secrétaire d’État chargé des Anciens combattants, auprès du ministre de la Défense, dans le second gouvernement de François Fillon devenu le 7 juillet suivant, secrétaire d'État à la Défense, chargé des Anciens combattants.
À compter du 19 mars 2008, il est secrétaire d'État à l'Intérieur et aux Collectivités Territoriales, auprès du ministre de l'Intérieur, de l'Outre-Mer et des Collectivités Territoriales. Considéré comme l'un des meilleurs connaisseurs de la géographie politique française au sein du parti — il est secrétaire national de l'UMP aux élections jusqu'au 13 octobre 2008 —, il est notamment chargé du nouveau découpage de la carte électorale et de la réforme des collectivités territoriales.
En octobre 2009, l'UMP le désigne pour mener sa liste à l'élection régionale de 2010 en Auvergne. Arrivé en tête du premier tour, il est battu au second par le président socialiste sortant René Souchon, à la tête de la liste d'union de la gauche qui recueille 59,68 % des voix.
Le 13 novembre 2010, François Fillon présente la démission de son gouvernement. Alain Marleix quitte le gouvernement à cette occasion et cesse ses fonctions de secrétaire d’État. Il reprend son siège de député le 14 décembre 2010.

### Après 2012
Il est réélu au premier tour lors des législatives de 2012 obtenant 50,24 % des suffrages.
Le 21 janvier 2015, il est nommé, par le nouveau président de l'UMP Nicolas Sarkozy, vice-président de la Commission nationale d'investiture présidée par Christian Estrosi.
Le 13 décembre 2015, il est élu conseiller régional au nouveau conseil régional d'Auvergne-Rhône-Alpes sur la liste Wauquiez 2015, un nouveau souffle pour notre région dont il est la tête de liste pour le Cantal.
Il soutient Nicolas Sarkozy pour la primaire présidentielle des Républicains de 2016 mais parraine le vainqueur de la primaire François Fillon.
Après l'élection d'Emmanuel Macron à la Présidence de la République, il indique qu'il laisse sa place à son suppléant, Jean-Yves Bony, en qualité de candidat aux élections législatives.

### Famille
Son épouse, Évelyne, a été maire de Molompize jusqu'en 2008.
Il est le père de Laurence Saint-Gilles, d'Olivier Marleix et de Romain Marleix.

## Détail des mandats et fonctions
Fonctions politiques
- Secrétaire général adjoint du RPR chargé des fédérations (1979-1986)
- Secrétaire général adjoint du RPR chargé des élections (1988 -1990)
- Secrétaire national au RPR (1999)
- Secrétaire national de l'UMP, chargé des élections (2004-2008)
- Vice-président de la commission nationale d'investiture des Républicains : depuis le 29 novembre 2016[13].

Mandats locaux
- 3 octobre 1988 - 21 mars 2015 : membre du conseil général du Cantal
- 19 juin 1995 - 16 mars 2008 : maire de Massiac (Cantal)
- 21 mars 2010 - 31 décembre 2015 : conseiller régional d'Auvergne
- 4 janvier 2016 - en cours : conseiller régional d'Auvergne-Rhône-Alpes

Mandats parlementaires
- 24 juillet 1984 - 24 juillet 1989 : député européen
- 25 juillet 1989 - 30 mai 1993 : député européen
- 2 avril 1993 - 19 juillet 2007 : député de la 2e circonscription du Cantal (Jean-Yves Bony lui succède lors de sa nomination au gouvernement)
- 2010 - 2012 : député de la 2e circonscription du Cantal
- 10 juin 2012 - 19 juin 2017 : député de la 2e circonscription du Cantal

Postes ministériels
- 19 juin 2007 - 7 juillet 2007 : secrétaire d'État chargé des Anciens combattants, auprès du ministre de la Défense
- 7 juillet 2007 - 18 mars 2008: secrétaire d'État à la Défense, chargé des Anciens combattants
- 18 mars 2008 - 13 novembre 2010 : secrétaire d'État à l'Intérieur et aux Collectivités territoriales, auprès du ministre de l'Intérieur, de l'Outre-Mer et des Collectivités territoriales